# Roussillon (Vaucluse)
Roussillon település Franciaországban, Vaucluse megyében. Lakosainak száma 1318 fő (2022. január 1.). Roussillon Bonnieux, Gargas, Gordes, Goult, Joucas és Saint-Saturnin-lès-Apt községekkel határos.

## Népesség
A település népessége az elmúlt években az alábbi módon változott:
| Lakosok száma | 1323 | 1328 | 1358 | 1305 | 1303 | 1289 | 1290 | 1302 | 1318 |
|               | 2013 | 2015 | 2016 | 2017 | 2018 | 2019 | 2020 | 2021 | 2022 |